# Ingeborg-Drewitz-Literaturpreis für Gefangene
Der Ingeborg-Drewitz-Literaturpreis für Gefangene, begründet 1988 und benannt nach der nachdrücklich für die Belange von Inhaftierten eintretenden deutschen Schriftstellerin Ingeborg Drewitz, hat das Ziel, die Gefangenen zu authentischen Texten anzuspornen und diese Gefangenenliteratur der Öffentlichkeit zugänglich zu machen. Der Literaturpreis wird bislang in einem Drei- bis Vier-Jahre-Turnus vergeben (bisher 11mal) und ist bei der Textsorte (Erzählungen, Gedichte, Hörspiele, Reportagen, Tagebuchtexte) weitgehend offen.

## Anliegen
Die Grundidee war und ist, Inhaftierte (und ehemalige Inhaftierte) selbst zu Wort kommen zu lassen, um nicht immer über sie zu sprechen, sondern authentisch von ihnen ihre Erfahrungen mitgeteilt zu bekommen. 
Einer der Gründungsimpulse für den Preis kam aus der 1986 entstandenen Arbeitsstelle Randgruppenkultur-/literatur im Münsteraner Institut für Deutsche Sprache und Literatur und ihre Didaktik, in der Gefangenenzeitungen, Literatur aus Psychiatrie und Strafvollzug gesammelt und erforscht werden.
Der Ingeborg-Drewitz-Literaturpreis, der in dieser Form deutschlandweit einzigartig ist, stellt einen ergänzenden Faktor im deutschen Kulturleben dar. Dies zeigt sich auch darin, dass bei den vergangenen Ausschreibungen unter anderem Martin Walser, George Tabori, Luise Rinser, Friedrich Magirius, (Superintendent in Leipzig und Pfarrer der dortigen Nicolaikirche) sowie der damalige Kultusminister des Landes Nordrhein-Westfalen, Hans Schwier, als Schirmherren gewonnen werden konnten. Schirmherr im Jahre 2008 war der Kommentator der Strafvollzugsgesetzes, Heinz Müller-Dietz, 2011 übernahm diese Funktion der Bildhauer Siegfried Neuenhausen, 2015 der Schriftsteller (und Ex-Gefangene) Peter Zingler, 2018 der Rechtsanwalt (und Ex-Strafanstaltsleiter) Thomas Galli sowie im Jahre 2022 der Liedermacher Konstantin Wecker.

## Strukturen
Aus den zahlreichen Einsendungen wählt die Jury die qualitativ gelungensten und eindrucksvollsten Texte (Gedichte, Erzählungen, Romanauszüge, Tagebuchaufzeichnungen, Reportagen, Briefe, Hörspiele etc.) aus. Die ausgezeichneten Beiträge werden anschließend in einer Anthologie veröffentlicht. Die Jury besteht aus sechs Juroren. Zur Grundidee des Preises gehört die paritätische Zusammensetzung der Jury aus (teilweise ehemaligen) Gefangenen und Nicht-Gefangenen. Bei letzteren wird zumeist versucht, Persönlichkeiten aus den Bereichen Literaturwissenschaft, Journalismus oder Kriminologie zu gewinnen. Ebenfalls zur Jury gehört von Anfang an der Initiator des Preises, der Germanist Helmut H. Koch.
Zum Trägerkreis des Preises gehören neben Einzelpersonen, die die Gruppe schreibender Gefangener repräsentieren, das Strafvollzugsarchiv an der Fachhochschule Dortmund, und der (das Projekt auch koordinierende) Verein Chance e. V. Münster (ein Verein zur Straffälligenhilfe), die Katholische Gefängnisseelsorge in Deutschland e.V., die Evangelische Konferenz für Gefängnisseelsorge in Deutschland sowie die Humanistische Union Nordrhein-Westfalen. Bis 2019 spielte auch die Gefangeneninitiative Dortmund eine wichtige Rolle bei der Organisation des Preises. Die Preisverleihungen der letzten Jahre wurden regelmäßig von der Kommende – Sozialinstitut des Erzbistums Paderborn – in Dortmund unterstützt.

## Anthologien
- Risse im Fegefeuer. 1989, Rainer Padligur-Verlag/Hagen
- Fesselballon. 1992, Daedalus-Verlag/Münster
- Gestohlener Himmel. 1995, Thom-Verlag/Leipzig
- Wenn Wände erzählen könnten. 1999, agenda-Verlag/Münster
- Nachrichten aus Anderwelt. 2002, agenda-Verlag/Münster
- Nichts beginnt. Nichts passiert. Nichts endet. 2005, agenda-Verlag/Münster
- Geräusche der Nacht. 2008, agenda-Verlag/Münster
- In jeder Nacht lacht der Teufel leise. 2011, Asso-Verlag/Oberhausen
- Gemeinsam einsam. 2015, agenda-Verlag/Münster
- Begegnungen in der Welt des Widersinns. 2018, Rhein-Mosel-Verlag/Zell
- Gewitter hinter Gittern. 2022, Rhein-Mosel-Verlag/Zell

## Preisträger
- 1989: Jack Unterweger[3]
- 1989: Hubertus Becker
- 1989: Peter Zingler
- 2011: Maximilian Pollux
- 2018: Roland Orlando Moed